# 華盛頓縣 (維吉尼亞州)
華盛頓縣（英語：Washington County）是美国弗吉尼亚州西南部的一個縣，南鄰田纳西州 ，面積1,466平方公里。根據2020年美國人口普查，共有人口53,935人。縣治阿賓登。該縣成立於1776年，縣名紀念後來成為美国总统的乔治·华盛顿，是所有同名的縣最古老者。